# Olivier Echaudemaison
Olivier Echaudemaison, né le 4 avril 1942 à Périgueux, est un créateur de mode français spécialiste du maquillage. Il est responsable du maquillage et directeur créatif de Guerlain depuis le 1er février 2000.

## Biographie

### Jeunesse et début de carrière
Olivier Echaudemaison est le fils d’une famille de pépiniéristes exerçant depuis plusieurs générations. À la fin des années 1950, il est engagé à 17 ans dans le salon de coiffure Alexandre, l’un des plus prestigieux de Paris.
Au cours des années 1960, il devient le coiffeur de nombreuses célébrités, de Grace Kelly à Romy Schneider, en passant par Jackie Kennedy, Sophia Loren ou la princesse Grace de Monaco. Il devient ensuite directeur artistique du salon Alexandre à Londres.

### Maquilleur
Olivier Echaudemaison se détourne progressivement de la coiffure pour le maquillage. Il commence dans les années 1970 par élaborer la ligne de maquillage Harriet Hubbard Ayer devenue aujourd'hui Ayer.
Il rejoint ensuite en 1988 la maison Givenchy qui lui propose de créer une ligne de maquillage; il y reste une dizaine d'années.
Il rejoint Guerlain en 2000 comme directeur créatif avec pour mission d’en moderniser la ligne de maquillage sans briser les codes de la maison. Il est notamment le créateur des rouges à lèvres Kiss Kiss en 2005 et Rouge G et a modernisé les classiques du maquillage Guerlain, tels que Terracotta, Rouge Automatique ou Météorites.
Au cours de sa carrière, Olivier Echaudemaison a collaboré avec Cerruti, Claude Montana, Jean-Louis Scherrer ou Carolina Herrera à l'occasion de défilés de haute couture. Il a également travaillé avec de grands noms de la photographie, dont David Bailey, Victor Skrebneski, Helmut Newton ou Guy Bourdin.

## Personnalité et philosophie
Chevalier des Arts et des Lettres, Olivier Echaudemaison est une personnalité marquante et exubérante du monde de la mode, reconnaissable aux lunettes à verres fumés qu’il porte en permanence. Son travail se caractérise par un maquillage fait de couleurs maîtrisées, qui repose sur l'utilisation du rouge à lèvres comme premier outil de maquillage.
Il explique ainsi sa philosophie du maquillage, basée sur la transparence et le naturel : « Je n’aime pas transformer les femmes, ça les fragilise. Il est bien plus intéressant de les révéler ». Selon lui, « on ne peut faire de l’avant-garde que si l'on possède une base classique ».
Au fil de sa carrière, Olivier Echaudemaison a notamment noué des liens privilégiés avec de nombreux membres des familles royales dont il est l'un des maquilleurs favoris.

## Décorations
- Officier de l'ordre des Arts et des Lettres Il est promu officier le 12 mars 2019[6].